# Акопян, Гайк Самсонович
Гайк Самсо́нович Акопя́н (арм. Հայկ Սամսոնի Հակոբյան; 26 декабря 1980) — армянский футболист, нападающий.

## Карьера

### Клубная
Профессиональную карьеру начал в 1998 году в клубе «Двин» из города Арташат, в том сезоне забил 11 мячей, благодаря чему занял 5-е место в списке лучших бомбардиров чемпионата Армении.
В 1999 году после 5 матчей, проведённых за «Двин», перешёл в «Цемент» (затем менявший название на «Аракс» и «Спартак») из города Арарат (в 2001 году клуб переехал в Ереван), вместе с командой в том сезоне стал впервые в карьере бронзовым призёром чемпионата страны и обладателем Кубка Армении, в финальном матче которого забил 2 гола в ворота клуба «Ширак» из города Гюмри, чем сильно помог своей команде одержать победу со счётом 3:2. В следующем сезоне забил 7 мячей, чем помог своему клубу во второй раз в истории стать чемпионом Армении. В сезоне 2001 года провёл 19 матчей и забил 16 мячей, благодаря чему занял 2-е место в списке лучших бомбардиров розыгрыша. Кроме того, в том сезоне во второй раз в карьере стал, вместе с командой, бронзовым призёром турнира. Помимо этого, сыграл 4 матча в Кубке Армении.
В 2002 году перешёл в «Кубань», в которой, однако, так и не закрепился, проведя в сезоне лишь 4 матча. Официально отзаявлен Гайк был 2 августа, однако ещё в июне вернулся в Армению, где и доиграл сезон. Сначала провёл 10 матчей и забил 3 гола за ереванский «Спартак», а затем пополнил ряды клуба «Бананц», за который сыграл 8 встреч, забил 7 мячей и в третий раз в карьере стал, вместе с командой, бронзовым призёром чемпионата.
В сезоне 2003 года провёл 2 матча в составе клуба «Мика» из Аштарака. С 2006 по 2007 год выступал в составе клуба «Улисс», за который в сезоне 2007 года забил 1 гол. В сезоне 2008 года провёл 2 матча за клуб «Киликия».

### В сборной
С 1998 по 2001 год выступал в составе главной национальной сборной Армении, провёл 5 матчей, забил 1 гол. Дебютировал 21 ноября 1998 года в проходившем в Абовяне товарищеском матче со сборной Эстонии. Единственный гол забил 6 октября 2001 года в проходившем в Ереване матче отборочного турнира к чемпионату мира 2002 года против сборной Норвегии.

## Достижения
- «Спартак» (Ереван)
- командные:
  - Чемпион Армении: 2000
  - Бронзовый призёр чемпионата Армении: 1999, 2001
  - Обладатель Кубка Армении: 1999
  - Финалист Суперкубка Армении: 1999
- личные:
  - 2-е место в списке лучших бомбардиров чемпионата Армении: 2001
- «Бананц»
  - Бронзовый призёр чемпионата Армении: 2002